# L'Haÿ-les-Roses
L'Haÿ-les-Roses er en mindre fransk provinsby. Den er hovedsæde i arrondissementet af samme navn i departementet Val-de-Marne. Indbyggerne kaldes L'Haÿssiens.